# Campeonato de Gales de Rugby 1991-92
El Campeonato de Rugby de Gales (Wales Rugby Union Division 1) de 1991-92 fue la segunda edición del principal torneo de rugby de Gales.

## Sistema de disputa
El torneo se disputó en formato de todos contra todos en la que cada equipo enfrentó en condición de local y visitante a cada uno de sus rivales.
El equipo que al finalizar el torneo obtuviera mayor cantidad de puntos, se coronó como campeón del torneo, mientras que esta temporada no contó con descensos.
Puntuación
Para ordenar a los equipos en la tabla de posiciones se los puntuará según los resultados obtenidos.
- 2 puntos por victoria.
- 1 puntos por empate.
- 0 puntos por derrota.

## Clasificación
| Pos. | Equipo     | Encuentros | Encuentros | Encuentros | Encuentros | Tantos | Tantos | Tantos | Puntos |
| Pos. | Equipo     | PJ         | PG         | PE         | PP         | F      | C      | Dif    | Puntos |
| ---- | ---------- | ---------- | ---------- | ---------- | ---------- | ------ | ------ | ------ | ------ |
| 1.º  | Swansea    | 18         | 13         | 1          | 4          | 393    | 205    | +188   | 27     |
| 2.º  | Llanelli   | 18         | 11         | 1          | 6          | 381    | 233    | +148   | 23     |
| 3.º  | Pontypridd | 18         | 11         | 0          | 7          | 289    | 245    | +44    | 22     |
| 4.º  | Bridgend   | 18         | 10         | 1          | 7          | 237    | 254    | -17    | 21     |
| 5.º  | Neath      | 18         | 9          | 2          | 7          | 309    | 236    | +73    | 20     |
| 6.º  | Newbridge  | 18         | 10         | 0          | 8          | 259    | 271    | -12    | 20     |
| 7.º  | Pontypool  | 18         | 6          | 5          | 7          | 266    | 266    | 0      | 17     |
| 8.º  | Newport    | 18         | 7          | 2          | 9          | 240    | 237    | +3     | 16     |
| 9.º  | Cardiff    | 18         | 5          | 1          | 12         | 240    | 306    | -66    | 11     |
| 10.º | Maesteg    | 18         | 1          | 1          | 16         | 169    | 530    | -361   | 3      |

|  | Campeón. |

| Bandera de Gales |
| Campeón Swansea  |
| Primer título    |